# Dinatshana
Dinatshana – wieś w Botswanie w dystrykcie Southern. Według spisu ludności z 2011 roku wieś liczyła 603 mieszkańców.